# The Sword
The Sword era una banda estadounidense de heavy metal originaria de Austin, Texas. Formada en 2003, el grupo estaba formado por el vocalista y guitarrista John D. Cronise, el guitarrista Kyle Shutt, el bajista Bryan Richie y el batería Santiago «Jimmy» Vela III. Tras ser contratada por la discográfica independiente Kemado Records, la banda publicó su álbum debut Age of Winters en 2006, compuesto en su mayoría por Cronise antes de su formación. Dos años más tarde le siguió Gods of the Earth, que supuso la primera entrada del grupo en el Billboard 200.

## Historia

### Comienzos y álbum de debut (2003–2007)
The Sword fue fundada en 2003 por el vocalista y guitarrista J. D. Cronise con la ayuda del guitarrista Kyle Shutt y del batería Trivett Wingo; el bajista Bryan Ritchie se unió al grupo en 2004. En ese mismo año, sacaron una demo homónima, The Sword, a la que siguió un EP titulado Freya. Tras tocar en el festival South by Southwest en el año 2005, fueron fichados por la compañía neoyorquina Kemado Records.
The Sword realizó su primer disco, Age of Winters, en febrero de 2006; la mayor parte del disco había sido escrito por J. D. Cronise antes de la formación del grupo. Para apoyar el lanzamiento del disco, la banda hizo un tour mundial en 2006 y 2007 teloneado y acompañando a grupos como Lacuna Coil y Lamb of God. En noviembre de 2007 lanzaron su primer sencillo, "Freya", el cual pasaría formar parte del listado de canciones del videojuego Guitar Hero II.

### Gods of the Earthy gira con Metallica (2007–2009)
También en noviembre de 2007 lanzaron un EP especial junto la banda sueca Witchcraft, titulado The Sword/Witchcraft Split. The Sword contribuyó con una nueva canción, "Sea of Spears", así como con una versión de la canción "Immigrant Song" de los ingleses Led Zeppelin. Gods of the Earth se convirtió en el segundo álbum de la banda, lanzado a la venta el 1 de abril de 2008. Dicho álbum, más elaborado y con un mayor nivel técnico que el anterior trabajo, hizo que la banda obtuviera su primer éxito internacional al alcanzar el puesto 102 en la lista de los Billboard 200 en Estados Unidos.
Para promocionar el disco, la banda completó el Gods of the Earth Tour, apoyados por bandas como Machine Head, Lamb of God o Clutch. El cuarteto también teloneó para los veteranos metaleros Metallica en su 2008 European Vacation Tour del mes de julio, y después volvió a abrir shows para ellos en su World Magnetic Tour, desde comienzos de 2009 hasta entrado el mes de mayo.
Anteriormente, el 25 de noviembre de 2008, salió a la venta una caja especial que contenía los dos discos de la banda, y la canción "The Black River", del disco Gods of the Earth, fue incluida en el videojuego Guitar Hero: Metallica, el cual fue lanzado a la venta en Norteamérica el 29 de marzo de 2009. Música de The Sword fue también incluida en las películas de 2009 Jennifer's Body ("Celestial Crown") y Horsemen ("Maiden, Mother & Crone").

### Warp Riders(2009–2012)
El 19 de agosto de 2009, en su portal oficial de MySpace, la banda publicó que se encuentran trabajando en su tercer álbum, alegando que "el proceso de composición está casi terminado, y el proceso de grabación comenzará en breve." El blog también desveló que la grabación del disco comenzaría a finales de 2009, y se centraría en "una idea conceptual sobre un relato de ciencia ficción." En noviembre de dicho año participaron en el festival Fun Fun Fun Fest en Austin, donde tocaron una canción de su nuevo disco, el cual comenzaría a grabarse a finales de año. Wingo añadió que la banda "ya había terminado de componerlo."
El 30 de abril de 2010, la banda confirmó que el título del nuevo álbum sería Warp Riders, y que su fecha de lanzamiento estaba fijada para el 24 de agosto de 2010.

#### Abandono de Trivett Wingo
A finales de 2010 se anuncia la marcha del batería Trivett Wingo, que es sustituido provisionalmente para continuar la gira del Warp Riders por Kevin Fender. Trivett dijo que se sentía "física y emocionalmente incapaz de continuar como parte del grupo".
En octubre de 2011 se anuncia como nuevo batería a Santiago 'Jimmy' Vela III.

### Cambio de sello y cuarto álbum (2012–presente)
En marzo de 2012, The Sword anuncia que firma por el sello Razor & Tie, con los cuales empezarán a grabar su cuarto álbum de estudio a finales de junio para lanzarlo a la venta a finales de año.

## Estilo e influencias
The Sword han sido comúnmente clasificados como doom metal, metal alternativo y stoner metal. Eduardo Rivadavia de allmusic describe a la banda como si estuvieran "al frente del o fueran herederos del movimiento 'retro' del heavy", comparándolos a bandas como Black Sabbath y al vocalista Ozzy Osbourne. Rolling Stone también los compara con Black Sabbath, y AbsolutePunk.net en su crítica de Gods of the Earth dice "es imposible no comparar este álbum a los trabajos de Black Sabbath".
Aunque todos los miembros de la banda contribuyen a las letras y a las melodías, Cronise es el compositor principal del grupo. Un recurso al que acude con asiduidad es a la mitología nórdica, como se puede notar en la canción "Freya"; pero hay muchos nombres propios de la literatura que tienen cabida en las letras de la banda, como George R. R. Martin, Robert E. Howard, H. P. Lovecraft y Arthur C. Clarke.
Aparte de Black Sabbath, la banda ha citado como fuentes e influencias suyas a grupos como Slayer, Iron Maiden o Deep Purple. Los guitarristas del grupo han citado como guitarristas influyentes en su música a James Hetfield, Dimebag Darrell, Tony Iommi e incluso a Billy Gibbons de ZZ Top.

## Miembros

### Actuales
- J. D. Cronise - voz, guitarra (2003–presente)
- Kyle Shutt - guitarra (2003–presente)
- Bryan Richie - bajo (2004–presente)
- Santiago 'Jimmy' Vela III - batería (2011–presente)

### Antiguos
- Trivett Wingo - batería (2003–2010)
- Kevin Fender - batería (2010–2011, provisional en la gira de Warp Riders)

## Discografía

### Álbumes
- Age of Winters (2006)
- Gods of the Earth (2008)
- Warp Riders (2010)
- Apocryphon (2012)
- High Country (2015)
- Low Country (2016)
- Greetings From...(Live) (2017)
- Used Future (2018)

### Sencillos
- Freya (2007)
- Fire Lances of the Ancient Hyperzephyrians (2008)
- Tres Brujas (2010)